# Onthophagus furcatoides
Onthophagus furcatoides är en skalbaggsart som beskrevs av Lansberge 1886. Onthophagus furcatoides ingår i släktet Onthophagus och familjen bladhorningar. Inga underarter finns listade i Catalogue of Life.